# Meteorologiåret 1900

## Årets händelser

### Februari
- 8 februari - Varmt väder i mellanvästra USA följs av en snöstorm inom en dags tid. I Chicago uppmäts 62 °F klockan 07.00 och faller till 10 °C klockan 11.00. Sänkningen på 52 °F innebär nytt rekord [1].

### Mars
- 15 mars - I Louisburg och Morrisville i North Carolina i USA inträffar ett ovanligt väderfenomen i form av svart regn som faller från ett intensivt mörkt moln.[2] Professor M.S. Davis från Louisburg College samlar det svarta regnvattnet som analyseras av kemister vid University of North Carolina. Drs. Baskerville och Weller säger, i en artikel i tidskriften  Science, att regnet hade en hög, oförklarad, sotkoncentration.[3]*På andra ställen i USA faller 6 ½ tum snö i New York; 8 tum i Washington, och snöfall inträffar även i Mississippi, Louisiana, Alabama och Nordtexas [4]
- 24 mars - US Weather Bureau inför rökförbud [5][6]

### April
- 18 april - Fyrisån i Sverige svämmar över [7].

### Maj
- 14 maj - I Gludsted Plantage, Danmark uppmäts temperaturen -8,0, vilket blir Danmarks lägst uppmätta temperatur för månaden [8].

### Augusti
- 27 augusti - En grupp åskväder passerar över Kap Verdeöarna, och blir den 5-8 september en orkan i Mexikanska golfen, som slår till mot Galveston, Texas, USA och orsakar katastrof.[9]

### September
- September - Orkanen Galveston orsakar enorm förödelse bland annat utmed delar av USA-delstaten Texas.
- 24 september - En tornado sveper genom Morristown, Minnesota, USA och förstör en loge vid Gatseke's Saloon, där 16 personer sökt skydd. Åtta personer krossas, inklusive en dödas, bland dem en lokal kandidat för delstatsparlamentet.[10]

### November
- 20 november - En tornado i USA dödar 30 personer i Mississippi och Tennessee were killed.[11] Columbia, Tennessee drabbas hårt då 27 personer dödas och 75 skadas.[12].

### Okänt datum
- Ett kraftiga inflöde till Östersjön inträffar [13]
- Vattenflödet vid Järnforsen i Sverige börjar mätas [14].

## Födda
- 30 juni – James Stagg, brittisk officer och meteorolog.

## Avlidna
- 23 januari – Henry Allen Hazen, chefsmeteorolog på United States Weather Bureau (cykelolycka) [15]
- 10 mars – George James Symons, engelsk meteorolog.

### Fotnoter
1. ↑  http://www.crh.noaa.gov/lot/?n=chi_temperature_records
2. ↑  Jerome Clark and John Clark, Unnatural Phenomena: A Guide to the Bizarre Wonders of North America (ABC-CLIO, 2005), p241
3. ↑  "Black Rain in North Carolina", Science, June 27, 1902, p1034
4. ↑  "Snow, Sleet, and Hail in March", New York Times, March 16, 1900, p1
5. ↑  "Draws Line at Cigarettes", Nebraska State Journal, March 26, 1900, p1; Cassandra Tate, Cigarette Wars: The Triumph of "the Little White Slaver", (Oxford University Press US, 2000) pp31–32; p373.
6. ↑  "Smoke-Free Zones: An American Innovation?" Arkiverad 21 november 2008 hämtat från the Wayback Machine., by Michael Glantz,  FragileEcologies.com
7. ↑  SMHI
8. ↑  Vejrekstremer i Danmark Arkiverad 19 januari 2013 hämtat från the Wayback Machine. DMI
9. ↑  Jeffery Rosenfeld, Eye of the Storm: Inside the World's Deadliest Hurricanes, Tornadoes, and Blizzards (Basic Books, 2003),  p232
10. ↑  "Killed in a Tornado", Salt Lake Tribune, September 25, 1900, p1
11. ↑  "Over Fifty Dead in Tennessee Tornado", New York Times, November 22, 1900, p1; ”Arkiverade kopian”. Arkiverad från originalet den 10 december 2009. https://web.archive.org/web/20091210072238/http://www.weather.com/blog/weather/8_7988.html. Läst 17 mars 2009..
12. ↑  SMHI
13. ↑  SMHI
14. ↑  "Prof. Hazen Badly Injured", The New York Times Jan. 23, 1900p1; "Henry Allen Hazen Dead", Jan. 24, 1900, p1